# Примож-при-Шентюрю
Примож-при-Шентюрю (словен. Primož pri Šentjurju) — поселення в общині Шентюр, Савинський регіон, Словенія. 
Висота над рівнем моря: 288,9 м.